# Сила сопротивления (альбом)
Сила сопротивления — совместный проект двух коллективов из Омска — 25/17 и ГРОТ — при участии Кита («МСК») в роли битмейкера. Был выпущен в 2010 году лейблом «Засада Production».

## Список композиций
| №  | Название                                     | Музыка   | Длительность |
| -- | -------------------------------------------- | -------- | ------------ |
| 1. | «Сила сопротивления» (уч. 2Г5Р1О7Т, Арни)    | Кит      | 4:53         |
| 2. | «Дым» (уч. 2Г5Р1О7Т)                         | Кит, Ант | 4:26         |
| 3. | «Наркотестер» (уч. 2Г5Р1О7Т, Глаз - Идефикс) | Кит      | 4:05         |
| 4. | «Огонь» (уч. 25/17)                          | Кит      | 2:30         |
| 5. | «Победители» (уч. ГРОТ)                      | Кит      | 3:00         |

## Рецензии
Даже если вы не поддерживаете точку зрения поборников добра, релиз заслуживает всяческих похвал хотя бы даже просто за художественную ценность их труда. Ценность аллюзий, которые приклеены к самим трекам, ценность яркости и точности их призывов, ценность метафор, ценность единения и силы делают пять треков бесценными.
— пишет Мария Лескова на сайте rapnovosti.com .
Каждый трек представляет из себя призыв к действию, притом к активному. Парням удаётся объединять любовь к ближнему своему и яростное желание применить физическую силу к субъектам, своим существованием отравляющим жизнь ни в чём неповинному люду. Как-то не по-христиански это порой в текстах слышится. Даже инквизицией попахивает. Вроде, как положено, для удара надо другую щеку подставить, а нет, не хотят они с этим мириться. Сопротивляются.
— пишут в рецензии на apelzin.ru 

## Принимали участие
- Кит («МСК», ex-«Ю.Г.») в качестве битмейкера.